# 会计师事务所
會計師事務所（英語：accounting network、accounting association），是會計師執業的地方，包括多個會計師組成的會計師行，和獨營執業者所經營的所有「執業會計單位」。

## 執業要求

### 香港
在香港，根據《專業會計師條例》，從事核數師事務必須：
1. 是香港會計師公會會員
2. 持有香港會計師公會發出的（有效的）專業會計師執業證書
3. 接受香港會計師公會監管，包括： 
  1. 跟隨國際認可的會計及核數標準
  2. 跟隨國際認可的會計師專業守則

## 會計師事務
1. 法定審計 （包括： 獨立年審、及上市前後獨立審計）
2. 稅務服務 （包括： 稅務計劃、報稅、及協助處理税務審查）
3. 企業風險管理 （包括： 內部審計、收購合併。）
4. 企業管理諮詢 （包括： 財務、成本、人事、營運策略、資訊科技、及企業重組等等。）

## 全球會計師概況

### 香港
- 截至1999年6月30日止，香港會計師公會的註冊執業會計師有約2700名。
- 截至2004年12月底，香港有22839名會計師，可以從事法定核數工作的執業會計師有3367名。

## 國際會計師事務所
四大会计师事务所，是全球最大的四家会计师事务所的合称，由原本的八大合併而成（當中安達信會計師事務所因為安隆公司一案倒閉），現分別為：
- 普华永道（PwC）
- 德勤（Deloitte）
- 毕马威（KPMG）
- 安永（EY）

## 外部連結
- 香港立法會財經事務局1999年7月文件 （页面存档备份，存于）